# Karl 15.s statsråd
Karl 15.s statsråd var Sveriges regering under Karl 15. af Sverige fra 1859 til 1872.
Kongen var regeringschef, mens udenrigsstatsministeren og justitsstatsministeren fungerede som vicestatsministre. 

## Justitsstatsministre
- Louis De Geer den ældre (1858-1870)
- Axel Gustaf Adlercreutz (1870-1874)

## Udenrigsstatsministre
- Ludvig Manderström (1858-1868)
- Carl Wachtmeister (1868-1871)
- Baltzar von Platen (1871-1872)
- Oscar Björnstjerna (1872-1876)

## Andre ministre

### Søforsvarsministre
- Baltzar von Platen s (1862–1868)

### Finansministre
- Johan August Gripenstedt (1856–1866).

### Ecklesiastikministre
- Henning Hamilton som  (1859–1860).
- Gunnar Wennerberg (1870–1875).